# إدارة ريفيرا
إدارة ريفيرا (بالإسبانية: Departamento de Rivera)‏(تلفظ بالإسبانية: ‎/riˈβeɾa/‏) هي واحدة من إدارات الأوروغواي. تبلغ مساحتها 9,370 كم2 وعدد سكانها 103,493 نسمة. عاصمتها هي مدينة ريفيرا. يحدها من الشمال والشرق البرازيل ومن الجنوب الشرقي إدارة سيرو لارغو ومن الجنوب والغرب إدارة تاكوارمبو ومن الشمال الغربي إدارة سالتو.

## التاريخ
ظهرت ست بلديات مع التقسيم الأول للجمهورية في 27 يناير 1816 ثم شُكلت إدارتين أخرتين في وقت لاحق من ذلك العام. كانت إدارة بايساندو آنذاك تشمل جميع الأراضي الواقعة شمال نهر ريو نيغرو أي إدارات ريفيرا وأرتيغاس وتاكوارمبو وسالتو وريو نيغرو الحالية. أنشئت من أراضيها إدارتين هي سالتو وتاكوارمبو (كانت تشمل ريفيرا) في 17 يونيو 1837. أنشئت إدارة ريفيرا بموجب القانون رقم 1757 الصادر في 1 أكتوبر 1884. سميت على اسم الجنرال فروكتوسو ريفيرا أول رئيس لدولة الأوروغواي الشرقية.
أسست قرية بويبلو دي سيبالوس في 7 مايو 1862 باسم للنائب الإسباني بيدرو دي سيفالوس. غير اسمها إلى "ريفيرا" في يوليو 1867.  أصبحت هذه القرية عاصمة لإدارة ريفيرا وقتما أنشئت.

## جغرافيا

خريطة طبيعية لإدارة ريفيرا

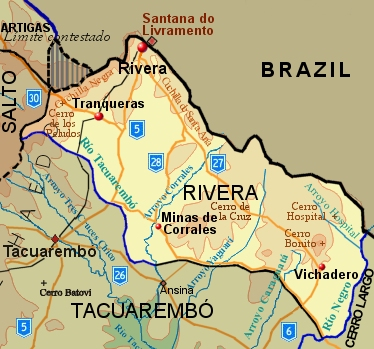
خريطة طبوغرافية للإدارة

تقع الإدارة في وسط أوروغواي على الحدود مع البرازيل، وتبلغ مساحتها 9,370 كيلومترًا مربعًا. تتميز تضاريسها باختلاف واضح عن المناظر الطبيعية المعتادة في أوروغواي بسبب وجود منحدرات بازلتية وتلال منبسطة والغطاء النباتي شبه الاستوائي. تُعزز هذه الخصائص الفريدة بارتفاع طفيف في درجات الحرارة وكميات أمطار أكبر نسبيًا مقارنة ببقية مناطق البلاد.

## ديموغرافيا
بلغ عدد سكان إدارة ريفيرا 103,493 نسمة (50,397 ذكر و53,096 انثى) و39,859 أسرة في عام 2011.
البيانات الديموغرافية لإدارة ريفيرا لعام 2010:
- معدل النمو السكاني: 0.610٪
- معدل المواليد: 16.45 مولود / 1000 شخص
- معدل الوفيات: 7.80 حالة وفاة / 1000 شخص
- متوسط العمر: 30.8 (28.9 ذكر، 32.4 إناث)
- متوسط العمر عند الولادة:
  - مجموع السكان: 76.12 سنة
  - الذكور: 72.85 سنة
  - الإناث: 79.89 سنة
- متوسط دخل الأسرة: 22,084 بيزو / شهر
- دخل الفرد في الحضر: 8806 بيزو / شهر

### المراكز الحضرية الرئيسية
| المدن            | عدد السكان |
| ---------------- | ---------- |
| ريفيرا           | 64,465     |
| ترانكويراس       | 7,235      |
| ماندوبي          | 6,019      |
| ميناس دي كوراليس | 3,788      |
| فيشاديرو         | 3,698      |
| لا بيدريرا       | 3,363      |
| سانتا تيريزا     | 2,657      |
| لاجونون          | 2,376      |

## الحكومة
تذكر المادة 262 من دستور الجمهورية تتولى المجالس الإدارية إدارة شؤون الإدارات باستثناء خدمة الأمن العام. تقع مقرات هذه المجالس في عواصم الإدارات، وتباشر أعمالها بعد مرور ستين يومًا على انتخابها. كما تنص المادة على أنه يجوز للعمدة تفويض السلطات المحلية بموافقة المجلس الإداري لأداء بعض المهام ضمن المناطق الإقليمية التابعة لكل منها.

### البلديات
أنشئت 3 بلديات في إدارة ريفيرا بموجب القانون رقم 18653 الصادر في 15 مارس 2010، وهي: ترانكويراس وفيشاديرو وميناس دي كوراليس.
| الخريطة | البلدية          | المساحة (كم²) | تعداد السكان (تعداد 2011) |
| ------- | ---------------- | ------------- | ------------------------- |
|         | ميناس دي كوراليس | 381.7         | 3985                      |
|         | ترانكويراس       | 976.6         | 8190                      |
|         | فيشاديرو         | 510.5         | 4048                      |

## المناطق السياحية
- باركيه انترناسيونال بين البرازيل وأوروغواي في مدينة ريفيرا.
- ميناس دي كوراليس هي مدينة تأسست عام 1879، خلال أوقات حمى الذهب.
- رينكون دي تريس سيروس بالقرب من الحدود مع إدارة تاكواريمبو، تقريبًا. 15 كيلومترًا (9.3 ميل) غرب ميناس دي كوراليس.